# Some Great Reward
Some Great Reward é o quarto álbum de estúdio da banda inglesa de música eletrônica Depeche Mode. Foi lançado em 24 de setembro de 1984 pela Mute Records.
O disco levou a banda ao sucesso internacional, trazendo hits como "Master and Servant" e "People Are People", canção esta que alcançou a 13ª posição na Billboard Hot 100 e foi reconhecida pelo Rock and Roll Hall of Fame como uma das "500 Canções que Moldaram o Rock and Roll". Além disso, Some Great Reward significou um avanço na maturação dos membros da banda como artistas, tanto em letras mais adultas (abordando temas sexuais, culpa, questionamentos à religião), quanto na mudança sonora. O som, em específico, representa uma evolução do que já havia sido iniciado no disco anterior, Construction Time Again: era o ápice do "pop industrial" da banda.
O disco teve pico na quinta posição da tabela musical britânica e no número 51 da tabela musical estadunidense. Sua promoção ocorreu por meio da Some Great Reward Tour.

## Lista de faixas
Todos os vocais principais feitos por Dave Gahan, com exceção das mencionadas.
Todas as faixas escritas e compostas por Martin L. Gore, exceto onde há nota. 
| Lado A |                     |              |         |  |
| N.º    | Título              | Vocais       | Duração |  |
| 1.     | "Something to Do"   | Gahan e Gore | 3:45    |  |
| 2.     | "Lie to Me"         |              | 5:04    |  |
| 3.     | "People Are People" | Gahan e Gore | 3:52    |  |
| 4.     | "It Doesn't Matter" | Gore         | 4:45    |  |
| 5.     | "Stories of Old"    |              | 3:12    |  |

| Lado B |                       |        |         |  |
| N.º    | Título                | Vocais | Duração |  |
| 6.     | "Behind the Wheel"    | Gore   | 4:26    |  |
| 7.     | "I Want You Now"      |        | 4:13    |  |
| 8.     | "To Have and to Hold" |        | 4:40    |  |
| 9.     | "Nothing"             |        | 6:21    |  |

### Edição de Colecionadores de 2006 (CD + DVD)
Vídeo
| Um curta | |         |  |
| N.º      | Título | Duração |  |
| 1.       | "Depeche Mode: 1984 ("You Can Get Away With Anything If You Give It A Good Tune...")" (written and produced by Roland Brown; directed by Ross Hallard and Phil Michael Lane) | 29:20   |  |

Áudio
| Some Great Reward (DTS 5.1, Dolby Digital 5.1 and PCM Stereo) |                       |         |  |
| N.º                                                           | Título                | Duração |  |
| 1.                                                            | "Something to Do"     | 3:47    |  |
| 2.                                                            | "Lie to Me"           | 5:04    |  |
| 3.                                                            | "People Are People"   | 3:52    |  |
| 4.                                                            | "It Doesn't Matter"   | 4:45    |  |
| 5.                                                            | "Stories of Old"      | 3:14    |  |
| 6.                                                            | "Somebody"            | 4:28    |  |
| 7.                                                            | "Master and Servant"  | 4:12    |  |
| 8.                                                            | "If You Want"         | 4:41    |  |
| 9.                                                            | "Blasphemous Rumours" | 6:22    |  |

| Faixas ao vivo (DTS 5.1, Dolby Digital 5.1 and PCM Stereo) |                                                         |         |  |
| N.º                                                        | Título                                                  | Duração |  |
| 10.                                                        | "If You Want" (Live in Basel, 30 November 1984)         | 5:15    |  |
| 11.                                                        | "People Are People" (Live in Basel, 30 November 1984)   | 4:16    |  |
| 12.                                                        | "Somebody" (Live in Liverpool, 29 September 1984)       | 4:30    |  |
| 13.                                                        | "Blasphemous Rumours" (Live in Basel, 30 November 1984) | 5:30    |  |
| 14.                                                        | "Master and Servant" (Live in Basel, 30 November 1984)  | 5:33    |  |

| Faixas extra (PCM Stereo) |                               |         |  |
| N.º                       | Título                        | Duração |  |
| 15.                       | "In Your Memory"              | 4:06    |  |
| 16.                       | "(Set Me Free) Remotivate Me" | 4:18    |  |
| 17.                       | "Somebody" (Remix)            | 4:21    |  |

## Certificações
| Região                                                                                                  | Certificação | Vendas     |
| --- | ------------ | ---------- |
| Germany                                                                                                 | Ouro         | 250 000    |
| Reino Unido (BPI)                                                                                       | Prata        | 60,000^    |
| Estados Unidos (RIAA)                                                                                   | Platina      | 1,000,000^ |
| *números de vendas baseados somente na certificação ^números de vendas baseados somente na certificação |              |            |